# Японская культура управления

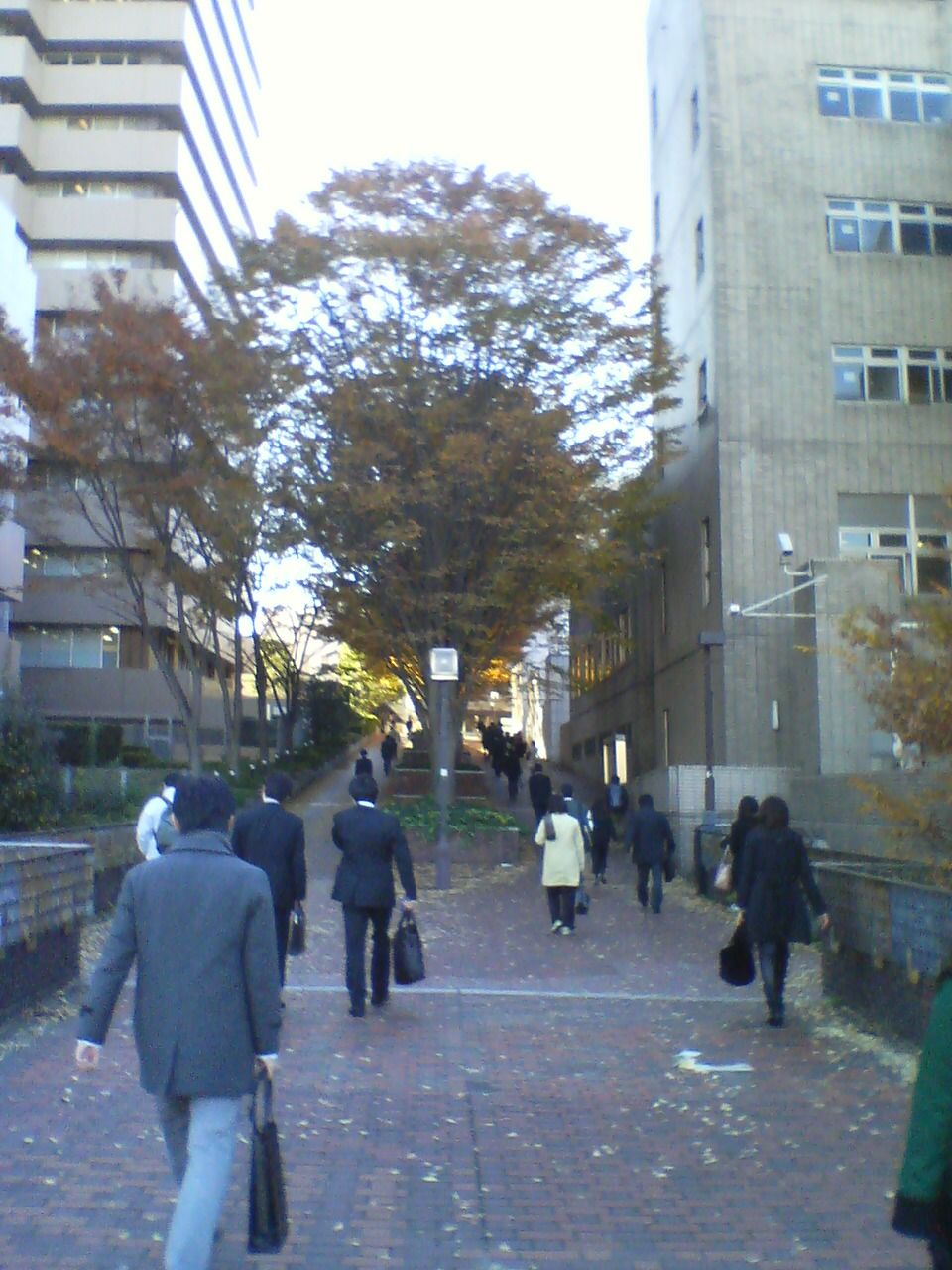
Японские рабочие идут на работу.

Японская культура управления, которая широко известна на Западе, в общем случае относится к крупнейшим корпорациям Японии. Эти флагманы японской экономики предлагают своим рабочим большие зарплаты, безопасный наём и рабочие условия. Эти компании и их рабочие относятся к элите бизнеса. В меньшей степени для нового поколения, но всё же карьера в такой компании ― это мечта многих юных людей в Японии. Работу получают только лучшие представители молодёжи. Квалификация для найма ограничена выпускниками лучших тридцати колледжей и университетов Японии.

## Наём и продвижение
Первоначальный наём и дальнейшее продвижение по службе в Японии, в основном базируется на хорошем образовании. Студенты, которые не закончили учёбу в наиболее рейтинговых колледжах, крайне редко имеют шанс получить работу в большой компании. Вместо того, они ищут позиции в небольших, или средних по размеру фирмах, которые не сопоставимы с крупными по предлагаемым льготам и престижу.
Качество образования претендента и, более важно, высшее учебное заведение, которое он закончил, играют определяющую роль в его карьере.
Некоторые японцы посещают дополнительные бизнес-школы или тренинги, но, в целом, это довольно редкое событие. Всего несколько бизнес-школ представляют свои программы в Японии. Компании предлагают собственные тренинги и отдают предпочтение молодым мужчинам, которые могут быть легко обучены соответственно нуждам компании. Заинтересованность в человеке, чьи позиции и рабочие навыки были сформированы вне компании-работодателя довольно низкая. Обычно поиск подходящего работодателя начинается ещё перед окончанием колледжа. Этот процесс очень сложный: обычно всего несколько позиций свободны в лучших государственных министерствах. Также довольно часто наём на хорошую фирму определён прохождением конкурсного отбора. 
Одна из заметных особенностей японского стиля управления — это практика пожизненного найма 終身雇用 (яп. shūshin koyō). Пожизненный наём относится к меньшинству рабочей силы в крупных компаниях. Начинающие менеджеры, большей частью люди, нанятые непосредственно из университетов и колледжей сразу после выпуска в конце зимы, и, если они выдерживают полугодовой пробный период в компании, ожидается, что они останутся с компанией на всё время их рабочей деятельности. Работники не увольняются практически ни при каких условиях, исключая серьёзные этические скандалы.
Пожизненные работники нанимаются как специалисты широкого профиля и никогда не подбираются под специальную позицию. 

## Методы управления
Хосин-канри (англ. Hoshin Kanri) — управление через политику. Подход, подразумевающий понимание глобальной цели и стратегии компании и основанный на морально-нравственных устоях и семейных ценностях.
Кайдзен — метод управления, в основе которого лежит понимание, что существенная часть ресурсов может быть потрачена на мелочи и рутину, и их не хватает для важных стратегических задач.

## Профсоюзы в компаниях
Другой аспект японского стиля управления — это существование профсоюзов в компаниях, в которые обязаны вступить практически все обычные сотрудники. Но рабочие не имеют отдельной занятости вне компании. Несмотря на государственную организацию профсоюзов, профсоюзы не существуют как отдельные или соперничающие компаниям единицы. Связь компании и рабочих накладывает некоторые ограничения на независимые действия профсоюзов. Кроме того рабочие не желают повредить экономическому благосостоянию компании. Забастовки крайне редки и обычно недолги.

## Стиль управления в небольших компаниях
В небольших компаниях развилась совершенно другая корпоративная культура. Похоже на систему Meister в Германии, новые рекруты отдаются в обучение старшему опытному специалисту в своей области и проводят годы изучая каждую технику, которую они используют. Они тренируются развивать глубокое понимание специфической области вместо более широкого и менее глубокого тренинга, которого бы они получили в больших корпорациях. Они также учатся высококачественно выполнять свою работу, используя несколько простых инструментов, не сильно опираясь на высокотехнологичные решения.